# Stichopogon araxicola
Stichopogon araxicola är en tvåvingeart som beskrevs av Richter 1979. Stichopogon araxicola ingår i släktet Stichopogon och familjen rovflugor. Inga underarter finns listade i Catalogue of Life.